# 查理·爱德华·穆迪
查理·爱德华·穆迪（英語：Charles Edward Mudie，1818年10月18日—1890年10月28日），英國出版商，穆迪借閱圖書館和穆迪訂閱圖書館的創始人，是一位二手書商和報刊經銷商的兒子。
穆迪高效率的的發行系統和大量的文本印刷供應徹底改變了圖書館的書籍流通，而他所精選並印刷的書籍則影響了維多利亞時代中產階級的價值觀和三卷本小說的結構。他也是詹姆斯·羅素·洛厄爾的詩歌和愛默生的著作《人的思考》在英國的第一位獲得版權並印刷的出版商。